# Joseph Inguimberty
Joseph Marie Inguimberty est un peintre français né à Marseille le 18 janvier 1896 et mort à Menton le 8 octobre 1971.

## Biographie

### Jeunesse et formation
Joseph Inguimberty entre en 1910 à l'École supérieure des beaux-arts de Marseille alors dirigé par le peintre Alphonse Moutte. Il hésite entre l'architecture et la peinture puis s'oriente vers cette dernière discipline. En 1913, il est admis à l'École nationale supérieure des Arts Décoratifs de Paris. La Première Guerre mondiale interrompt ses études. Mobilisé dans l'infanterie, il est blessé en 1917 à Reims. Après l'Armistice il réintègre l'École nationale supérieure des Arts Décoratifs dans l'atelier d'Eugène Édouard Morand, père de l'écrivain Paul Morand, où il fait la connaissance de Maurice Brianchon, Raymond Legueult et Roland Oudot. Il obtient plusieurs récompenses dès ses premières expositions : bourse de voyage en 1920, prix Blumenthal en 1922.
Il voyage en Europe et notamment en Belgique, où il peint des scènes liées au monde du travail. Entre 1922, date de son retour à Marseille, et 1924, il peint trois grandes toiles composant un triptyque du monde du travail au port de Marseille : le débarquement des arachides (1922), le débarquement du plâtre (1923) et Marseille (1924).

### Séjour en Indochine
En 1925, Joseph Inguimberty prend la direction du département de peinture de l'École des beaux-arts du Viêt Nam à Hanoï, tout juste fondée par Victor Tardieu. Il peint le travail dans les rizières et les femmes indochinoises. Impressionné par la décoration des temples, il se spécialise dans l'étude et l'enseignement de la laque. En 1929, l'exposition « Paysages et figures du delta tonkinois » réalisée à Hanoï lui est consacrée avec la présentation d'une trentaine de ses œuvres. En 1931, il participe à l'Exposition coloniale de Vincennes avec trois grandes toiles représentant des scènes de la vie au Tonkin. Secondé par Alix Aymé, il crée en 1934 un atelier de laque.
En 1942, il épouse Jeanne Bensa, originaire de Menton. Ils auront deux enfants, Dominique et Michel.

### Décoration
En 1937, Joseph Inguimberty est nommé chevalier de la Légion d'honneur.

### Retour en Provence
Joseph Inguimberty ne revient en France qu'après la Seconde Guerre mondiale, en 1946. Les Japonais le sollicite pour l'enseignement de la laque, mais il refuse. Il s'installe à Menton et peint des paysages provençaux : les calanques, Marseille, les Alpilles et l'arrière-pays mentonnais.
Il meurt à Menton le 8 octobre 1971.

## Collections publiques
- Aix-en-Provence, mairie : Provence, huile sur toile, 65 × 100 cm[4]
- Béziers, sous-préfecture : Provence, huile sur toile, 97 × 130 cm[5]
- Lyas, mairie : Vue de Menton, huile sur toile, 73 × 116 cm[6]
- Marseille, musée Cantini : Bassins de la joliette, huile sur toile, 57 × 76 cm[7]
- Musée d'histoire de Marseille :
  - Le Débarquement des arachides, huile sur toile, 230 × 435 cm[8]
  - Marseille, huile sur toile, 275 × 430 cm[9]
- Menton, mairie :
  - Saint Michel, huile sur toile, 108 × 96 cm[10]
  - Paysage, environs de Marseille, huile sur toile[11]
- Nice, mairie : Vallée de la Roya, huile sur toile, 92 × 73 cm[12]

## Élèves
- Le Pho